# Baleira
Baleira er en kommune i det nordvestlige Spanien i provinsen Lugo. Den har et indbyggertal på 1.120 (2024) indbyggere.